# Eine Nacht (Bykau)

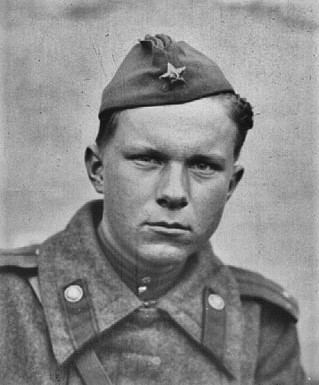
Wassil Bykau im Jahr 1944

Eine Nacht (belarussisch Адна ноч Adna notsch, russisch Одна ночь Odna notsch auch russisch Проклятье Prokljatje, deutsch ‚Der Fluch‘) ist eine Novelle des belarussischen Schriftstellers Wassil Bykau aus dem Jahr 1963. Michail Wassiljewitsch Gorbatschow übersetzte den Text im selben Jahr ins Russische.
Deutsch-sowjetischer Krieg: Der Schütze Iwan Waloka ist im Zweikampf gegen den deutschen Feind hin- und hergerissen.

## Inhalt
Anfliegende Stukas überraschen Iwan in der umkämpften Stadt; werfen Bomben ab. Inmitten der Detonationen orientiert sich Iwan an einem Unterfeldwebel aus seinem Zug; folgt ihm gebückt. Da stehen auf einmal zwei deutsche Gegner vor Iwan. Einen von beiden erschießt er mit der MPi. Der zweite ist verschwunden. Ein Gebäude stürzt ein. Iwan rettet sich in einen Torweg und stürzt eine Kellertreppe hinab. Unten kämpft er gegen einen Deutschen. Während des Ringens um Leben und Tod werden beide nach einer heftigen Detonation verschüttet. Iwan rappelt sich aus dem Schutt auf und findet statt eines faschistischen Ungeheuers einen gealterten, vom Krieg mitgenommenen Gegner vor. Dieser – Fritz Hagemann aus Dresden, verheirateter Vater dreier Kinder – hat während des Krieges ein paar Brocken Belarussisch mitbekommen. Man verständigt sich. Beide Soldaten sind Tischler; rauchen zusammen Machorka.
Wenn Iwan an seinen Hauptmann Woranau denkt, bleibt ihm nur eine Möglichkeit. Er muss Fritz gefangen nehmen und seinem Regiment übergeben. Mit dem Feuerzeug des Dresdners suchen die zwei Verschütteten eine rissige Stelle im Mauerwerk, die Erfolg beim gemeinsamen Ausgraben verspricht. Während der Schwerstarbeit stürzt ein Brocken auf Iwan. Als er wieder zu sich kommt, kann er den Keller nicht mehr aus eigener Kraft über das entstandene Luftloch verlassen. Oben wird in der Nähe aus Maschinenpistolen geschossen. Fritz steigt zuerst nach oben und will, oben angekommen, Iwan hinaufhelfen. Als Fritz zunächst Iwans MPi verlangt und die prompt erhält, fällt dem noch vom Einsturz benommenen Iwan auf der Stelle sein tödlicher Fehler ein. Jetzt ist es aus. Aber Fritz schießt nicht, sondern zieht Iwan mit beiden Händen durch das freigeräumte Loch. Fritz Hagemann wird von seinen Kameraden gerufen und eilt zu ihnen hinüber. Iwan kann Fritz nicht dem Feind überlassen und schießt auf den neuen Bekannten. Fritz antwortet wutentbrannt und in Todesangst mit einer Handgranate. Iwan schießt ein zweites Mal. Fritz fällt. Iwan, mit Splittern in der Schulter, wankt und registriert machtlos geschehenes Unrecht.

## Verfilmung
- 1989, Sowjetunion: Eine Nacht[2], 45 min-Film von Wladimir Fatjanow

## Deutschsprachige Ausgaben
- Eine Nacht. Aus dem Russischen von Dieter Pommerenke. S. 153–190 in Wassil Bykau: Novellen. Band 1. Verlag Volk und Welt. Berlin 1976 (1. Aufl., verwendete Ausgabe)